# نادیا دلدار گلچین
نادیا دلدار گلچین (زادهٔ ۱۸ اردیبهشت ۱۳۳۹ – درگذشتهٔ ۲۵ مرداد ۱۳۹۱) هنرپیشه سینما و تلویزیون اهل ایران بود. از دیگر بستگان وی در سینما می‌توان به دختر عموی وی مرجانه گلچین
اشاره کرد.

## زندگی‌نامه
نادیا دلدار گلچین در ۱۸ اردیبهشت ۱۳۳۹ در رشت متولد شد. او فرزند نادر گلچین خواننده آواز سنتی بود. وی در رشتهٔ موسیقی در هنرستان عالی موسیقی به تحصیل پرداخت و موفق به اخذ دیپلم در این رشته گردید. ابتدا وارد عرصهٔ تئاتر شد و به تدریج به بازیگری در سینما روی آورد و در سال ۱۳۶۹ با بازی در فیلم ابلیس (ساختهٔ احمدرضا درویش) به ایفای نخستین نقش خود در سینمای ایران پرداخت.
گلچین در طول مدت بازیگری خود در فیلم‌های ماندگاری همچون روسری آبی، غریبانه، دختری با کفش‌های کتانی، مارال و صبحانه‌ای برای دو نفر وسریال سه در چهار به ایفای نقش پرداخت

## بیماری و درگذشت

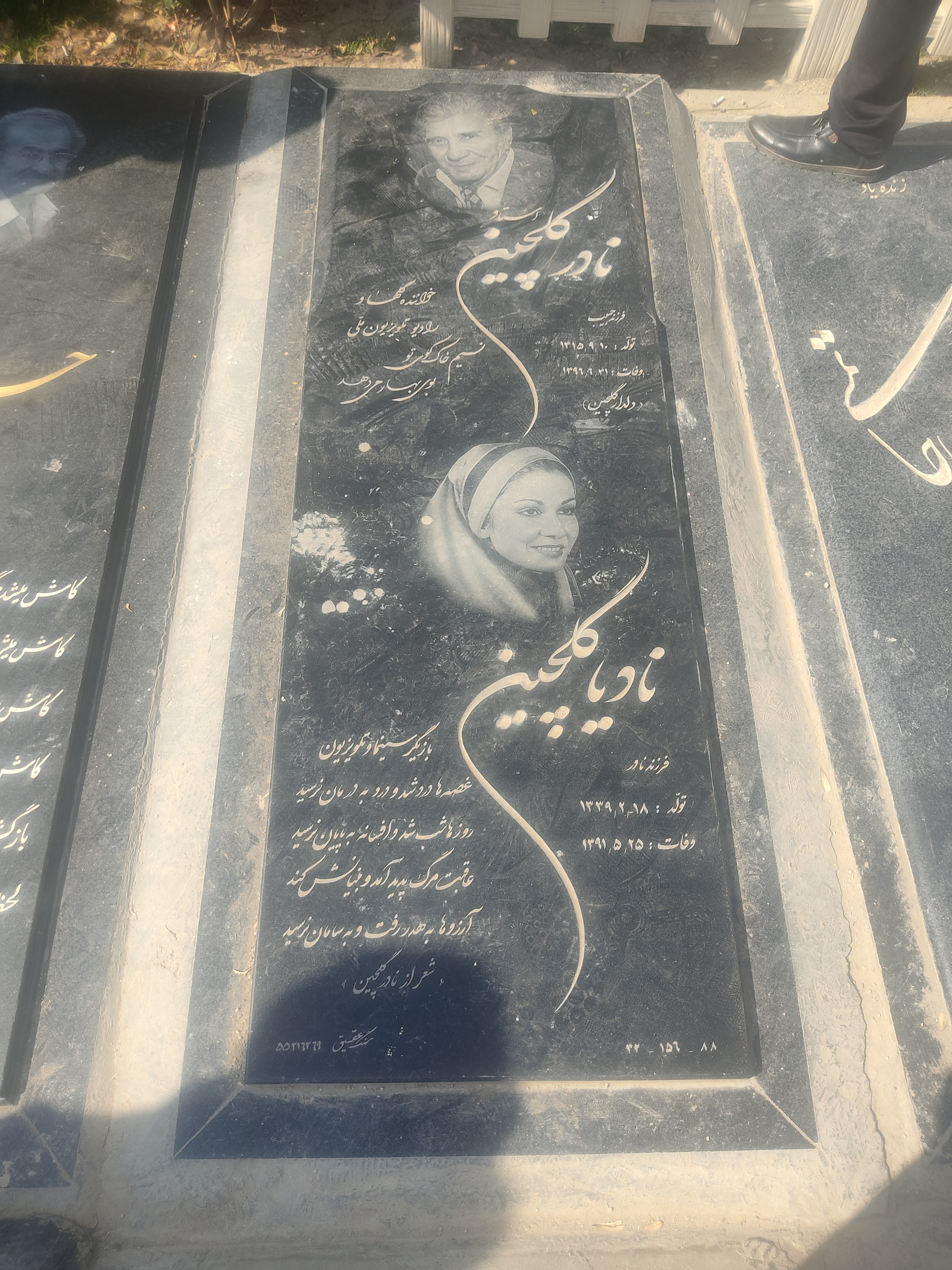
آرامگاه نادیا گلچین و پدرش نادر گلچین در قطعه هنرمندان بهشت زهرا

نادیا دلدار گلچین در حالی که سال‌ها از بیماری کلیوی رنج می‌برد، سرانجام در بامداد ۲۵ مرداد ۱۳۹۱ و پس از آنکه ۹ روز را در حالت کما سپری کرد، در ۵۲ سالگی در بیمارستان عرفان، تهران درگذشت.

## فیلم‌شناسی

### سینمایی
فیلم‌های سینمایی که وی در آنها ایفای نقش کرده‌است عبارتند از:
1. سه درجه تب (۱۳۸۹)
2. صبحانه‌ای برای دو نفر (۱۳۸۲ مهدی صباغ زاده)
3. ملاقات با طوطی (۱۳۸۲ علیرضا داوود نژاد)
4. بی‌همتا (۱۳۸۰)
5. شب برهنه (۱۳۸۰ سعید سهیلی)
6. مزاحم (۱۳۸۰ سیروس الوند)
7. خاکستری (۱۳۷۹ مهرداد میرفلاح)
8. مارال (۱۳۷۹ مهدی صباغ زاده)
9. دختری با کفش‌های کتانی (۱۳۷۷ رسول صدر عاملی)
10. شیدا (۱۳۷۷)
11. کمکم کن (۱۳۷۷)
12. اصحاب کهف (۱۳۷۶)
13. غریبانه (۱۳۷۶ احمد امینی)
14. مهر مادری (۱۳۷۶)
15. عروسی مهتاب (۱۳۷۵)
16. مرد نامرئی (۱۳۷۴)
17. خط آتش (۱۳۷۳)
18. روسری آبی (۱۳۷۳ رخشان بنی‌اعتماد)
19. پادزهر (۱۳۷۲)
20. همه دختران من (۱۳۷۲)
21. دو روی سکه (۱۳۷۱ محمد متوسلانی)
22. دیدار در استانبول (۱۳۷۰)
23. ابلیس (۱۳۶۹ احمد رضا درویش)

### مجموعه تلویزیونی
برخی از آثار تلویزیونی وی به شرح زیر است:
1. درخت دوستی (۱۳۶۶)
2. نگهبان (۱۳۷۰)
3. خاله سارا (۱۳۷۱)
4. آندروماک (۱۳۷۴)
5. دو پنجره (۱۳۷۴)
6. دزدان مادربزرگ (۱۳۷۵–۱۳۷۴)
7. خانه سبز(بازیگر مهمان) (۱۳۷۵)
8. پهلوانان نمی‌میرند (۱۳۷۶)
9. کهنه‌سوار (۱۳۷۶)
10. همه فرزندان من (۱۳۷۶)
11. پزشکان (۱۳۷۷)
12. همه بچه‌های من(۱۳۸۸)
13. پس از باران (۱۳۷۹)
14. سرزمین خاکستری (۱۳۸۰–۱۳۷۹)
15. رستوران خانوادگی (بازیگر مهمان) (۱۳۸۰)
16. سفر سبز (۱۳۸۱)
17. نقطه‌چین (۸۳–۱۳۸۲)
18. سایه تنهایی (۱۳۸۶)
19. سه در چهار (۱۳۸۷)
20. توطئه فامیلی (۱۳۸۹)
21. کلاه پهلوی (۱۳۹۲–۱۳۹۱)

### تئاتر
نمایش‌هایی که وی در آنها ایفای نقش کرده‌است، عبارتند از:
1. گذر لوطی صالح
2. سوگ
3. مضحکه آدم
4. معرکه در معرکه